# ラスト・フレンド
『ラスト・フレンド』は、東海テレビ制作・フジテレビ系列で、1993年4月5日から6月25日まで放送された昼ドラである。

## 概要
主婦の比呂子は通っているスイミングスクールで、バツイチのフリーライターである香澄と知り合い、親友になる。香澄は「不倫している」と言っていたが、その相手の男性が自分の夫だったことが分かり、比呂子はショックを受ける。そして、夫が事故で亡くなった時、香澄のお腹には夫との子がいた。様々な出来事にぶつかりながら、比呂子と香澄の関係を描く。

## キャスト
- 井上比呂子：宮崎美子
- 原田香澄：桐生ユウ子（絵門ゆう子）
- 木村俊也：池田政典
- 井上茂：佐藤仁哉
- 小倉光男：中原丈雄
- 高沢順子
- 井上峰子：上月左知子
- 井上由加里：小田部亜弥
- 水木礼子：芹明香
- 一柳みる
- 小川洋子：松永麗子
- 三田登喜子
- 星セント
- 青木文次：大林丈史
- 和泉ちぬ
- 野村ちこ
- 市原清彦
- 藤本部長：笹本顕（現・笹本憲史）
- 橘雪子
- 宮沢麻衣子
- 浜田東一郎
- 三田村賢二
- 斉藤レイ子（現・斉藤レイ）
- 伊東孝太郎
- 飯田和平
- 工藤恭徳
- 島ひろ子
- 藤田典子
- 工藤時子
- 深谷隆
- 田中優樹
- 北原弘一（現：タケ・ウケタ）
- 岩下恭子
- 吾羽七朗
- 山崎優子
- 宮前ひろし
- 山本素子
- 伏見哲夫
- 久木念
- 皆川衆
- 中村江里
- 小篭行雄
- 細川順子
- 毛利仁美
- 長塚美登
- 花塚清
- はらみつお
- 阿久津龍
- 細田明
- 矢田裕貴
- 望月太郎
- 根上彩
- 阿川藤太

## スタッフ
- 演出：西本淳一
- プロデューサー：鶴啓二郎、丸山豊 (プロデューサー)|丸山豊、山本淳一 (プロデューサー)|山本淳一
- 脚本：大久保昌一良、今井詔二
- 制作会社：東海テレビ、アオイスタジオ

## 主題歌
- 『Without You』
  - 作詞・作曲：ピート・ハム、トム・エヴァンズ / 歌：ハリー・ニルソン